# Oum Teboul
 (septembre 2017).
Si vous disposez d'ouvrages ou d'articles de référence ou si vous connaissez des sites web de qualité traitant du thème abordé ici, merci de compléter l'article en donnant les références utiles à sa vérifiabilité et en les liant à la section « Notes et références ».
Oum Teboul est un village situé dans la commune de Souarekh (dont il est le chef-lieu), dans la Wilaya d'El Tarf, en Algérie, il est situé à 10 km à l'ouest de la frontière tunisienne.
Le village abrite un poste-frontière. 